# Главен управител на Източна Румелия
Главният управител (генерал-губернаторът) ръководи изпълнителната власт в Източна Румелия като представител на сюзерена на областта – османския султан.

## Прерогативи
Главният управител назначава (със съгласието на султана) правителството, окръжните управители и Върховния съд на Източна Румелия. Той определя и 10 от 56-те депутати в Областното събрание, свиква събранието и предлага бюджета на областта. В периода между заседанията на Областното събрание има право да приема, съвместно с Постоянния комитет, нормативни актове със силата на закон. Негово право е също така да разпуска парламента и да свиква нови избори, както и да управлява една година с бюджета от предходната.
Главният управител е също така главнокомандващ на областната милиция. Той подбира низшия ѝ офицерски състав (до чин капитан включително). В случай на вътрешна или външна заплаха той има правото да повика в областта османски войски.

## Управители
Управителят на Източна Румелия е назначаван от султана за срок от пет години със съгласието на всички държави, подписали Берлинския договор от 1878 г. От приемането на Органическия устав през 1879 година до Съединението през 1885 година постът на главен управител е заеман от Александър Богориди (1879-1884) и Гаврил Кръстевич (1884-1885).
Съгласно Топханенския акт, на 13 април 1886 година султанът назначава за главен управител на Южна България българския княз Александър I. Княз Фердинанд е утвърден за генерал-губернатор на Източна Румелия през 1896 година, близо девет години след възкачването си на българския престол. През този период титлата е чисто формална и е окончателно премахната с обявяването на независимостта на България през 1908 година.